# Porzeziny-Mendle
Porzeziny-Mendle [pɔʐɛˈʑinɨ ˈmɛndlɛ] est un village polonais de la gmina de Grodzisk dans le powiat de Siemiatycze et dans la voïvodie de Podlachie. Il se situe à environ 3 kilomètres au nord-ouest de Grodzisk, à 22 kilomètres au nord-ouest de Siemiatycze et à 65 kilomètres au sud-ouest de Bialystok. 